# Clement Modoran
Clement Modoran (n.  ?) a fost episcop al Episcopiei Râmnicului între anii 1737-1749. Este cunoscut prin câteva ctitorii în cuprinsul episcopiei printre care și Schitul Pătrunsa, ridicat conform legendei pe locul său de naștere.

## Viața
Clement Modoran a fost monah la Mănăstirea Cozia, a servit apoi ca stareț în mănăstirile Polovragi și Horezu. A fost ales episcop de Râmnic în 28 iunie 1735, a fost instalat în scaunul episcopal în mai 1737 și s-a retras din funcție în 8 mai 1749. Mormântul său se află la Schitul Pătrunsa.
Episcopul Clement a ctitorit Schitul Pătrunsa în 1740 și biserica bolniță din incinta episcopiei de Râmnic în 1745-46.
Sub păstorirea sa a fost tipărită în 1743 una din primele ediții ale Penticostarului în limba română precum și Orologhionul (1745), Antologhionul (1745) și Molitfelnicul (1747).